# هانس كلوسن
هانس كلوسن هو متسابق دراجات نارية دنماركي، ولد في 2 يوليو 1971 في الدنمارك في مملكة الدنمارك.